# For da Love of Money
For da Love of Money (br: Loucuras por Dinheiro) é um filme americano de comédia lançado em 2002, dirigido e roteirizado por Pierre Edwards, que também atua no papel de Dre Mitchell.

## Sinopse
Um ladrão rouba 20 mil dólares de um carro-forte acidentado, e esconde o dinheiro no quintal da casa de Dre (Pierre) sem que ele saiba. Isso acontece no mesmo momento em que Dre recebe um dinheiro de um seguro no valor de 2.200 dólares pelo correio. Aos poucos ele percebe que muitos dos seus amigos e familiares, incluindo a mãe do seu melhor amigo e o cafetão local, vão até ele para pedir empréstimos. Agora, circula pelo bairro rumores de que é Dre que está com o dinheiro roubado.

## Elenco
- Pierre.... Dre Mitchell
- Sacha Kemp.... Tasha
- Ralphie May.... Otis
- Maurice Patton.... Boom
- Reynaldo Rey.... Pops
- Tanya Boyd.... Sra. Anderson
- Tommy Franklin.... Too Sweet
- Willie Tyler.... ele mesmo
- Christian Keiber.... Detetive Clay Parker
- Stevie Johnson.... Detetive Lewis
- Honest John.... Sr. Tibbs
- Logan Alexander.... Twan
- Dakota Anderson.... Kent
- Preston Barnes.... Earl (como Preston 'Bo-P' Barnes)
- Affion Crockett.... Slim